# رايموند توماس
رايموند توماس (بالفرنسية: Raymond Thomas)‏ هو منافس ألعاب قوى فرنسي، ولد في 6 يناير 1931 في باريس في فرنسا، وتوفي في 1 مايو 2002.

## وصلات خارجية
- ريمون توماس على موقع أوليمبيديا (الإنجليزية)